# Гурпеги, Карлос
Карлос Гурпеги Наусия (исп. Carlos Gurpegui Nausia; род. 19 августа 1980 года в Памплоне) — испанский футболист, опорный полузащитник.

## Карьера
Карлос — выпускник академии «Атлетика». До дебюта в основе команды он сыграл за её фарм-клубы «Исарра», «Басконию» и «Бильбао Атлетик». За главную команду Страны Басков Карлос дебютировал 31 марта 2002 года в матче с «Вильярреалом» (2:5). 17 января 2004 года он сравнял счёт в гостевом матче с «Барселоной» (1:1). Сезоны 2006/07 и 2007/08 Карлос пропустил из-за дисквалификации по причине употребления запрещённого препарата — нандролона.Вернувшись в команду, Карлос начал в качестве запасного, оставаясь в тени Хави Мартинеса, но позднее он отвоевал место в основном составе «Атлетика». С приходом главного тренера Марсело Бьельсы Карлос снова угодил в запас. Однако после продажи Хави Мартинеса он вернулся в основу.

## Достижения
Атлетик Бильбао
- Финалист Лиги Европы : 2011/12.
- Финалист Кубка Испании: 2008/09, 2011/12, 2014/15.